# Daily Bugle
El Daily Bugle (al mismo tiempo El DB), a veces traducido como El Clarín para Hispanoamérica en algunas multimedias relacionadas, es un tabloide ficticio de la ciudad de Nueva York que aparece como un elemento de la trama en los cómics estadounidenses publicados por Marvel Comics. El Daily Bugle es un elemento habitual en el Universo Marvel, principalmente en los títulos de cómic de Spider-Man y sus medios derivados. El periódico apareció por primera vez en Fantastic Four # 2 (enero de 1962), y sus oficinas en The Amazing Spider-Man # 1 (marzo de 1963). El Daily Bugle apareció por primera vez en la película de 2002 Spider-Man. El periódico ficticio está destinado a ser un pastiche tanto del New York Daily News como del New York Post, dos populares tabloides de la ciudad de Nueva York de la vida real.
El medio aparece en la trilogía Spider-Man de Sam Raimi (2002-07), la duología The Amazing Spider-Man de Marc Webb (2012-14), el Universo Spider-Man de Sony (2018-22) y las películas del Universo cinematográfico de Marvel (UCM) Spider-Man: lejos de casa (2019) y Spider-Man: No Way Home (2021), la película del USS Venom: Let There Be Carnage (2021) y la serie web TheDailyBugle.net (2019-22), encabezada por J. K. Simmons y Angourie Rice como J. Jonah Jameson y Betty Brant. Una versión alternativa de la serie web presentada por Nicque Marina apareció en el material promocional de la película del USS Morbius (2022).

## Historial de publicación
El Daily Bugle aparece en un lugar destacado en muchos títulos de Marvel Comics, especialmente aquellos en los que Spider-Man es el personaje principal. En 1996, se imprimió una serie limitada de tres números (blanco y negro).
Desde 2006, Marvel ha publicado un periódico mensual Daily Bugle que informa sobre las publicaciones y los autores de la compañía. Marvel anteriormente usó el formato de periódico para promover los eventos cruzados de Marvel Civil War y House of M, informando sobre los acontecimientos de la historia como si el cómic Daily Bugle hubiera cobrado vida. Marvel restauró esta función promocional para la muerte del Capitán América en 2007.

## Historia
El Daily Bugle se fundó en 1898 y se ha publicado diariamente desde entonces. El Daily Bugle está impreso en formato tabloide como su rival El Daily Globe. El director y editor del Bugle, J. Jonah Jameson, comenzó su carrera periodística como reportero del Bugle mientras aún estaba en la escuela secundaria. Jameson compró entonces el problemático Bugle con fondos de herencia, de su recién fallecido suegro y convirtió el periódico en un éxito popular. Otras revistas publicadas de vez en cuando incluyen la revivida revista Now y la desaparecida revista Woman, editada por Carol Danvers.
J. Jonah Jameson, Inc. compró el Edificio Goodman en la calle 39 y la Segunda Avenida en 1936 y movió todas sus instalaciones editoriales allí. Ahora llamado Daily Bugle Building, el complejo de oficinas tiene cuarenta y seis pisos de altura y está coronado por el logo de Daily Bugle en letras de 30 pies (9.1 m) en el techo. Hay muelles de carga en la parte trasera del edificio, alcanzados por un callejón. Tres pisos están dedicados a la oficina editorial del Clarín y dos niveles del subsótano a las imprentas, mientras que el resto de las plantas se alquilan. (Un panel en el número 105 de The Amazing Spider-Man mostró el edificio Bugle ubicado cerca de un letrero de la calle en la esquina de Madison Avenue y una calle en el este de los años cincuenta (no se mostró el segundo dígito). Esto sugiere que el edificio puede haberse reubicado en algún momento).
El periódico destaca por su sesgo antisuperhéroe, especialmente con respecto a Spider-Man, a quien el periódico difunde constantemente como parte de su política editorial. Sin embargo, el editor en jefe, "Robbie" Robertson, el único subordinado de Jameson que no se deja intimidar por él, ha trabajado para moderarlo. De manera más positiva, el periódico también publicó importantes denuncias de corrupción política y crimen organizado en la ciudad, y también adopta una postura firme a favor de los derechos de los mutantes, lo que ha llevado a que sea blanco de varios criminales y grupos de odio.
Debido a la disminución de la circulación, Jameson ha admitido las objeciones de Robertson y ha creado una sección especial del artículo llamado The Pulse, que se centra en los superhéroes. Además, el periódico también publicó intermitentemente una revista brillante llamada Now Magazine.
Poco después de la formación del equipo, los Nuevos Vengadores decidieron llegar a un acuerdo con Jameson con respecto al contenido exclusivo a cambio de eliminar del periódico el fuerte sentimiento anti-Spider-Man, al que Jameson estuvo de acuerdo. Apenas un día después, Jameson rompió el espíritu (aunque no la letra) de su acuerdo con Iron Man, usando el titular "un asesino buscado (Wolverine), un presunto ex miembro de una organización terrorista (Spider-Woman) y un convicto el traficante de héroe (Luke Cage) son solo algunos de los nuevos reclutas que enterrarán el otrora buen nombre de los Vengadores, "pero evitando atacar a Spider-Man". Esto llevó a Jessica Jones a vender las primeras fotos de su bebé recién nacido a uno de los competidores de Bugle.
En el primer número de Runaways vol. 2, Víctor Mancha afirma en un intercambio sobre Spider-Man que "las únicas personas que piensan que él es un criminal son Fox News y The Daily Bugle. Y el Bugle es, como el periódico menos respetado en la ciudad de Nueva York". Los principales competidores del periódico son el Daily Global, que implícitamente da una mirada más equilibrada al superhéroe, Front Line, dirigido por EIC Ben Urich y Sally Floyd y The Alternative. Después de que Peter Parker revelara que es Spider-Man y el Clarín planeado demandarlo por fraude, el periódico en sí fue puesto a la defensiva con acusaciones en la página principal de The Globe (con información secreta suministrada por la reportera de Bugle, Betty Brant) sobre la difamación del superhéroe.
Las aventuras del personal del periódico más allá de Peter Parker han sido representadas en dos series, Daily Bugle y The Pulse.

### El DB
Después de Jameson sufrió un ataque al corazón casi fatal, su esposa vendió el Bugle para competir con el hombre del periódico Dexter Bennett, que cambió el nombre a la base de datos (ya sea de pie o de Dexter Bennett, Daily Bugle), y lo transformó en un periódico sensacionalista. Ya que después de Brand New Day ya nadie conoce la identidad secreta de Spider-Man, la animosidad entre Jameson y Parker se reconecta como una simple cuestión financiera, con el ataque al corazón de Jameson justo después de una solicitud monetaria de Peter.
La reputación de DB desde la mención en Runaways se ha desplomado debido al nuevo ángulo escandaloso que le da a Bennett. Varios reporteros que no quieren, o que rechazan el nuevo curso, como el propio Peter, se ven obligados a irse, la búsqueda de un nuevo refugio en la línea frontal, la única revista dispuesto a aceptar a las personas disparados por Bennett, persiguiendo una tierra quemada política sobre ellos.
El villano Electro apuntó a Dexter Bennett debido a un plan de rescate gubernamental para el periódico con problemas financieros. Spider-Man intervino, y durante una batalla dentro de las oficinas de DB, todo el edificio fue demolido, lo que puso fin al periódico también.

### Front Line
Front Line fue un periódico fundado y dirigido por Ben Urich y Sally Floyd. La organización se formó en Civil War: Front Line # 11 como Frontlines.com. El periódico apareció en la miniserie World War Hulk: Front Line y Siege: Embedded. Originalmente no era competitivo con el Daily Bugle mientras Jameson todavía estaba a cargo, pero se convirtió en una visión alternativa del DB una vez que Bennett tomó el control.

### Reborn
Algún tiempo después de la destrucción del DB, Jameson, ahora el alcalde de Nueva York cobró las acciones de DB que adquirió de Bennett y le dio el dinero a Robbie Robertson. Jameson le pidió a Robertson que rehaga Front Line (que estaba en tiempos difíciles) en el nuevo Daily Bugle.

## Miembros ficticios

### Actuales
- Betty Brant (Reportera), Secretaria (formalmente)
- Abner Abernathy
- Tom Amos (Reportero) - Nombrado pero aún por verse
- Alejandro Arbona (editor de copia) - basado en una persona real
- Johanna Audiffred (asistente de Jeff Suter)
- Connor Austen (Reportero) - Asistió a la rueda de prensa de S.H.I.E.L.D.
- Chris Baiocchi (Escritor de personal) - entrevistó a Tony Stark.
- John Barber (Editor de copia)
- Ron Barney (Reportero) - Nombrado pero aún por verse.
- Joe Bazooka (Reportero) - Nombrado pero aún por verse.
- Noel Beckford (Reportero)
- Aaron "Abe" Benerstein (crítico de cine)
- Mike Berino Bering (Reportero) - Nunca visto, solo nombrado.
- Miriam Birchwood (columnista de chismes) - Asistió a la boda de Reed y Sue Richards.
- Phil Bostwich (Reportero) - Nunca visto, solo nombrado.
- Tom Brevoort (Editor Ejecutivo) - basado en persona real.
- Kenny Brown
- Blaine Browne (Reportera)
- Isabel "Izzy" Bunsen (Editora de ciencia)
- Ed Brubaker (periodista) - basado en una persona real, escribió el informe del asesinato del Capitán América con Kat Farrell.
- Dan Buckley (asistente de J. Jonah Jameson)
- Marge Butler (Recepcionista)
- Harrison Cahill (Presidente de la Junta)
- Ken Clarke (Reportero)
- George Clum (crítico de teatro)
- Ksitigarbha "Miss Kay" Cohn (periodista)
- Christine Everhart
- Glory Grant (Asistente Administrativa)

### Exmiembros
- Dexter Bennett (antiguo propietario)
- J. Jonah Jameson (editor)
- Joe "Robbie" Robertson (editor en jefe)
- Nick Bandouveris (Reportero) - Muerto por Bastión; su asesinato es la razón por la que JJJ no tomó los archivos de Xavier de Bastion.
- Thomas Fireheart (Puma) (Propietario)
- Frederick Foswell (Reportero) - Fue despedido del Bugle y luego recontratado nuevamente; más tarde muere salvando a Spider-Man.
- Randy Green (Reportero) - Mystique disfrazado, visto trabajando como reportero del Daily Bugle en X-Factor.
- Jessica Jones (corresponsal y consultora de superhéroes) - Renunció luego de que Jameson destrozara al entonces novio, Luke Cage en un artículo sobre los Nuevos Vengadores.
- Ned Leeds (Hobgoblin) (Reportero) - asesinado por los hombres del Extranjero.
- Jeff Mace (Patriota / Capitán América) (Reportero circa 1940)
- Norman Osborn (Duende Verde) (Propietario) - Compró y luego perdió el control del Bugle.
- Peter Parker (Fotógrafo, generalmente freelance): Fue despedido por negarse a aceptar la forma de hacer negocios de Dexter Bennett. Actualmente trabaja como fotógrafo independiente para "Frontline".
- Ben Urich (periodista) - Renuncia después de la Guerra Civil y crea Frontline.
- Eddie Brock: Mantiene una rivalidad profesional con Peter Parker y esconde la personalidad del temible Anti-Venom, luego de ser Venom.
- Phil Urich (Duende Verde) (Interno) - Actualmente trabaja en Los Ángeles con los Loners

## Otras versiones

### Era de Apocalipsis
En la línea de tiempo de Era de Apocalipsis, el Daily Bugle es un periódico clandestino dirigido por humanos con la intención de informar al público sobre los secretos de Apocalipsis, aquí el gobernante tiránico de América del Norte. Este Daily Bugle es administrado por un Robbie Robertson, quien es asesinado por un Christopher Summers infectado por Brood, dejando el estado del papel desconocido.

### Amalgama
El Daily Bugle aparece en el mundo de Amalgam (DC & Marvel Comics). Similar a la corriente principal Bugle, los empleados incluyen J. Jonah White, Tana Moon, Jack Ryder y Spider-Boy

### 1602
En la configuración de Marvel 1602, Jameson es el editor de la primera "hoja informativa" en el Nuevo Mundo; el Daily Trumpet.

### House of M
En esta realidad alternativa, el Daily Bugle existe principalmente como una máquina de propaganda para la jerarquía mutante dominante. Las historias pueden ser y son reprimidas si no son lo suficientemente favorables para los mutantes. En esta realidad, una mujer de piel azul llamada Cerena Taylor es la editora en jefe. Otros miembros del personal incluyen Bugman (el conductor de los paparazzi del Daily Bugle ), Jacob Guntherson (el fotógrafo del Daily Bugle) y Triporter (el reportero de tres ojos del Daily Bugle).

### Ultimate Marvel
En el universo de Ultimate Marvel, el Bugle es muy similar al de la versión 616. La principal diferencia es que Peter Parker no está empleado como fotógrafo, pero trabaja en el sitio web del periódico después de que Jameson lo ve ayudar con un problema. El periódico desempeña un papel menos importante en Ultimate Spider-Man que en los cómics que retratan el período equivalente de la carrera de 616 Spider-Man. Peter frecuentemente implica que no pasa mucho tiempo allí. Después de los eventos de Ultimátum, el Daily Bugle, al igual que el resto de Nueva York, sufrió graves daños. En lugar de una reconstrucción completa, el Bugle se convirtió en un periódico y blog en línea.

## Adaptaciones a otros medios

### Televisión
- En la serie de televisión de acción en vivo de Spider-Man, Peter Parker es visto en el Daily Bugle en cada episodio.
- En el episodio de X-Men: Evolution "On Angel's Wings", se ve a Angel leyendo sobre sus hazañas heroicas en el Daily Bugle.
- En el episodio especial de Spider-Man 3, X-Play parodió el papel en un sketch llamado "The X-Play Bugle" con Adam Sessler como editor en jefe.
- En The Spectacular Spider-Man, el Daily Bugle es un periódico neoyorquino dirigido por un editor irascible y brusco llamado J. Jonah Jameson. El Daily Bugle es un lugar visitado con frecuencia por muchos personajes de la serie, incluido Peter Parker. Al igual que en las películas y en la serie de cómics de Marvel, también se describe su ubicación en el Edificio Flatiron. El periódico es conocido por su inclinación anti-superhéroe, especialmente en relación con Spider-Man, a quien el periódico lleva a cabo una campaña de desprestigio contra Spider-Man que, al menos temporalmente, ha convertido gran parte de la ciudad crédula contra el héroe.
- El Daily Bugle se menciona durante una conversación entre Peter Parker y Mary Jane Watson en el episodio "Un Gran Poder" de Ultimate Spider-Man. Cuando Mary Jane desarrolla un interés en el periodismo y desea convertirse en empleada del Daily Bugle, Peter desaprueba su elección. El Daily Bugle se menciona nuevamente en "Una Gran Responsabilidad", pero brevemente. El Daily Bugle finalmente se ve en el episodio "Abajo el Escarabajo".
- En el episodio de Las nuevas películas de Scooby-Doo, "Jekyll and Hyde de Sandy Duncan", una de las letras recortadas para una nota de rescate es de un periódico. El periódico lee Daily Bu le con la g desaparecida. También se muestra en el periódico es el Bugle's firma corneta.
- En el episodio "What's Cookin '" de Tales from the Crypt, protagonizada por Christopher Reeve, el crítico de restaurantes del Daily Bugle visita Gaston, Fred & Erma's Steakhouse.

### Películas

#### Películas de Sam Raimi
- El Bugle se ve en la mayoría de las adaptaciones de los medios de Spider-Man, la aparición más prominente es en la película de Spider-Man de 2002 y sus secuelas. En las películas, el Bugle se encuentra en el Edificio Flatiron (como en la miniserie de Marvels de Kurt Busiek y Alex Ross), y Jameson es interpretado por J.K. Simmons. Un empleado de Bugle que aparece exclusivamente en las películas es Hoffman, quien se desempeña como alivio cómico y frecuentemente es acosado por Jameson. Hoffman es interpretado por Ted Raimi, quien es el hermano de Sam Raimi, el director de la serie de películas de Spider-Man. En Spider-Man 3, Eddie Brock (interpretado por Topher Grace) es un fotógrafo empleado por el Bugle. En los cómics, Eddie trabajó para el rival Daily Globe.

#### Flime Fox de Daredevil
- Ben Urich aparece en Daredevil, pero trabaja para el ficticio New York Post.

#### Otros
- En la película The Shawshank Redemption, Andy Dufresne, interpretado por Tim Robbins envía un paquete al 'Portland Daily Bugle' que contiene la información sobre las operaciones de lavado de dinero ilegal del alcaide de Shawshank.

#### Películas de Marc Webb
- El Daily Bugle aparece como un periódico y una estación de televisión en The Amazing Spider-Man.
- El Bugle también se ve en The Amazing Spider-Man 2: Rise of Electro.

#### Película de Spider-Verse
- El periódico se ve en el flashback de Peter B. Parker en Spider-Man: Un nuevo universo.

#### Marvel Cinematic Universe
Christine Everhart aparece de manera destacada en las películas de Marvel Cinematic Universe Iron Man (2008) y Iron Man 2 (2010), así como en el material promocional de Ant-Man (2015) y Capitán América: Civil War (2016). Debido a que Sony Pictures poseía los derechos cinematográficos de Spider-Man y todos los personajes y organizaciones asociados en ese momento, Everhart no podía ser retratada como reportera del Daily Bugle. En cambio, inicialmente trabaja como periodista para Vanity Fair antes de convertirse en presentadora de la organización de noticias del universo WHIH Newsfront en años posteriores.
Ben Urich también aparece como una serie regular en la primera temporada de la serie de televisión de Netflix Daredevil. Sin embargo, dado que el programa estaba en producción antes del acuerdo de Marvel Studios y Sony Pictures para compartir los derechos cinematográficos de Spider-Man, el equipo del programa también tenía restricciones para adaptar el personaje como empleado del Daily Bugle. En cambio, trabaja para la agencia de periódicos ficticia New York Bulletin, cuyos orígenes en los cómics incluyeron la empresa establecida por Caxton J. Ford, un ex empleado del Daily Bugle. La agencia también ocupa un lugar destacado en el resto de las series de televisión de Netflix de Marvel, que comparten continuidad con el UCM.
En la escena de la mitad de los créditos de la película de acción en vivo Spider-Man: lejos de casa (2019), aparece un controvertido medio de noticias en línea llamado TheDailyBugle.net. El medio está dirigido por J. Jonah Jameson (nuevamente interpretado por J. K. Simmons), quien reproduce imágenes manipuladas enviadas por el socio de Mysterio para demonizar a Spider-Man (interpretado por Tom Holland) antes de revelar públicamente su identidad secreta. 
El Bugle y Jameson regresan en la secuela Spider-Man: No Way Home (2021) y la serie web TheDailyBugle.net (2019-2022), la última de las cuales está encabezada por Simmons como Jameson y Angourie Rice como Betty Brant. En la película, Jameson lanza una campaña de calumnias mal informada contra Peter Parker tras la revelación de su identidad secreta como Spider-Man y también a sus compañeros Ned Leeds y MJ, mientras que Brant, que está realizando una pasantía en la firma, se desempeña como corresponsal de Jameson mientras continúa su trabajo en el programa de noticias de Midtown High, que cubre el estatus de celebridad de Parker dentro de la escuela. Después del segundo y exitoso intento del Doctor Strange de borrar el conocimiento del mundo sobre la identidad civil de Peter y de la victoria de Mysterio, Jameson reanuda su cobertura de la actividad del justiciero Spider-Man, mientras promete a sus espectadores que algún día descubrirá la verdad de su identidad secreta.

#### Universo Spider-Man de Sony
En las películas ambientadas en el Universo Spider-Man de Sony, el Daily Bugle aparece como un periódico con el mismo tratamiento de título que la versión que se ve en la trilogía Spider-Man de Sam Raimi.
En la película de acción real Venom: Let There Be Carnage (2021), el Bugle documenta los crímenes del asesino en serie condenado Cletus Kasady, que Eddie Brock (interpretado por Tom Hardy) y Patrick Mulligan leyeron mientras recopilaban pruebas por separado de los crímenes de Kasady. En la escena de la mitad de los créditos, Brock y Venom son transportados al Universo Cinematográfico de Marvel y ven a Jameson de TheDailyBugle.net transmitiendo la identidad de Peter Parker como Spider-Man, como se ve en Far From Home.
Durante los eventos de la película Morbius (2022), Milo Morbius (Matt Smith) pide un periódico Daily Bugle en un quiosco de periódicos en la ciudad de Nueva York. La organización también está establecida para tener una presencia en línea de manera similar a TheDailyBugle.net en el Universo Cinematográfico de Marvel (UCM). En una escena eliminada, el personaje principal lee la portada de un periódico Bugle que cubre su detención por parte de la policía por un caso de "asesinato de vampiros".

### Videojuegos
- En el juego de arcade y consola importada Marvel Super Heroes, el Bugle es el escenario principal de Spider-Man. La lucha tiene lugar en una plataforma que primero va vertical y luego a través del Daily Bugle.
- En el videojuego multiplataforma Marvel Nemesis: Rise of the Imperfects, el Daily Bugle es un campo de batalla recurrente en todo el modo historia y está disponible en el modo versus. Aquí, la azotea está rodeada por tres paredes destruibles, y está cubierta con barriles explosivos, acondicionadores de aire, tuberías y postes para usar en la batalla. Incluso las letras de marca registrada que forman "Daily Bugle" están disponibles para lanzarlas a los enemigos una vez dañados.
- En el videojuego Ghost Rider lanzado en 2007, el Daily Bugle aparece en el modo de desafío del juego. Incluso tiene grandes telas de araña en las esquinas, que es una referencia a Spider-Man.
- El Daily Bugle aparece en muchos de los juegos de Spider-Man.
- El Daily Bugle se ve en el fondo de los niveles de Cyclops / Spider-Man en el juego X-Men: Mutant Academy 2.
- En el juego Spider-Man 2, aparece el Daily Bugle.
- Daily Bugle se ve en el videojuego The Incredible Hulk. Al igual que otros edificios en el juego, puede ser destruido.
- El Daily Bugle es uno de los principales hitos del juego Spider-Man 3. El jugador puede disparar desde los dos liberadores de calor que hay en Nueva York. Hay siete misiones fotográficas que Robbie le dará a Peter. La primera misión del Lagarto y la mayoría de las misiones Mad Bomber tienen lugar allí.
- En Spider-Man: Web of Shadows, Caballero Luna recibe una sugerencia de que los hombres de Kingpin podrían robar o destruir el Daily Bugle, por lo que envía a Spider-Man a investigar. Pero al llegar allí, se revela que era una pista falsa.
- El Daily Bugle se presenta como un escenario en Marvel vs Capcom 3: Fate of Two Worlds.
- El Daily Bugle se presentará en Disney Infinity: 2.0 Edition como Daily Bugle Communications (DBC) con la cara de J. Jonah Jameson en el gran monitor.
- Una versión de Marvel Noir del Daily Bugle se presentará en Lego Marvel Super Heroes 2.
- El Daily Bugle aparece en Marvel's Spider-Man. Mary Jane trabaja como reportera para el periódico con Robbie Robertson como editor en jefe y luego es promovida a editora asociada. Los coleccionables del juego revelan que Peter trabajó anteriormente como fotógrafo para el Bugle, pero dejó de centrarse en su carrera científica y descubrió que el exeditor en jefe J. Jonah Jameson iba demasiado lejos con su crítica de Spider-Man. La tarjeta de despedida de Peter firmada por el personal reveló que Jameson, Robertson, Betty Brant y Eddie Brock estaban trabajando en el periódico en el momento de su partida. Jameson finalmente se retiró de su papel para iniciar un pódcast anti-Spider-Man.

### En cultura popular
- El nombre del Daily Bugle aparece en un periódico de la película de terror de 1977 Death Bed: The Bed That Eats.[8]